# Banyo (Queensland)
Banyo ist ein Außenbezirk und Stadtteil der Hauptstadt des australischen Bundesstaates Queensland, Brisbane.

## Geographie

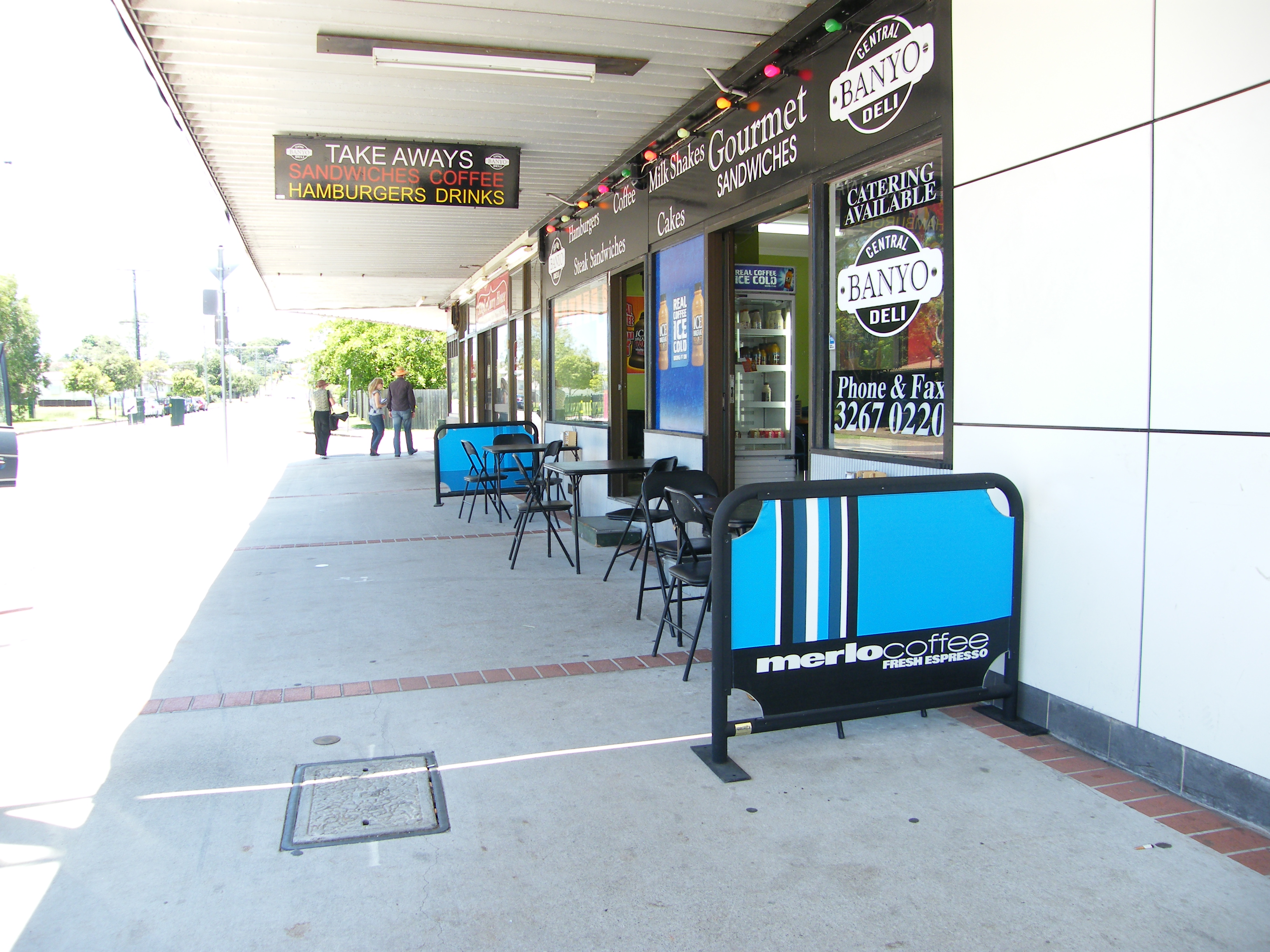
Straßencafe

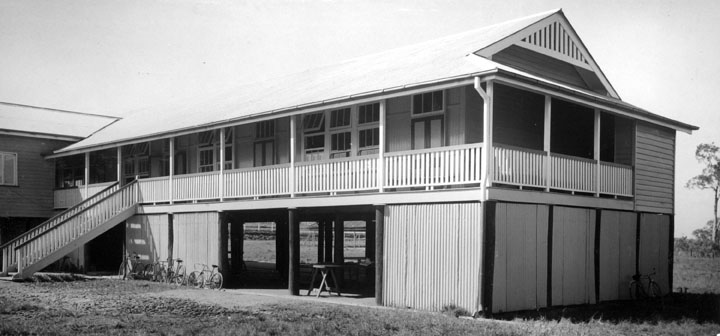
Nudgee State School, August 1950

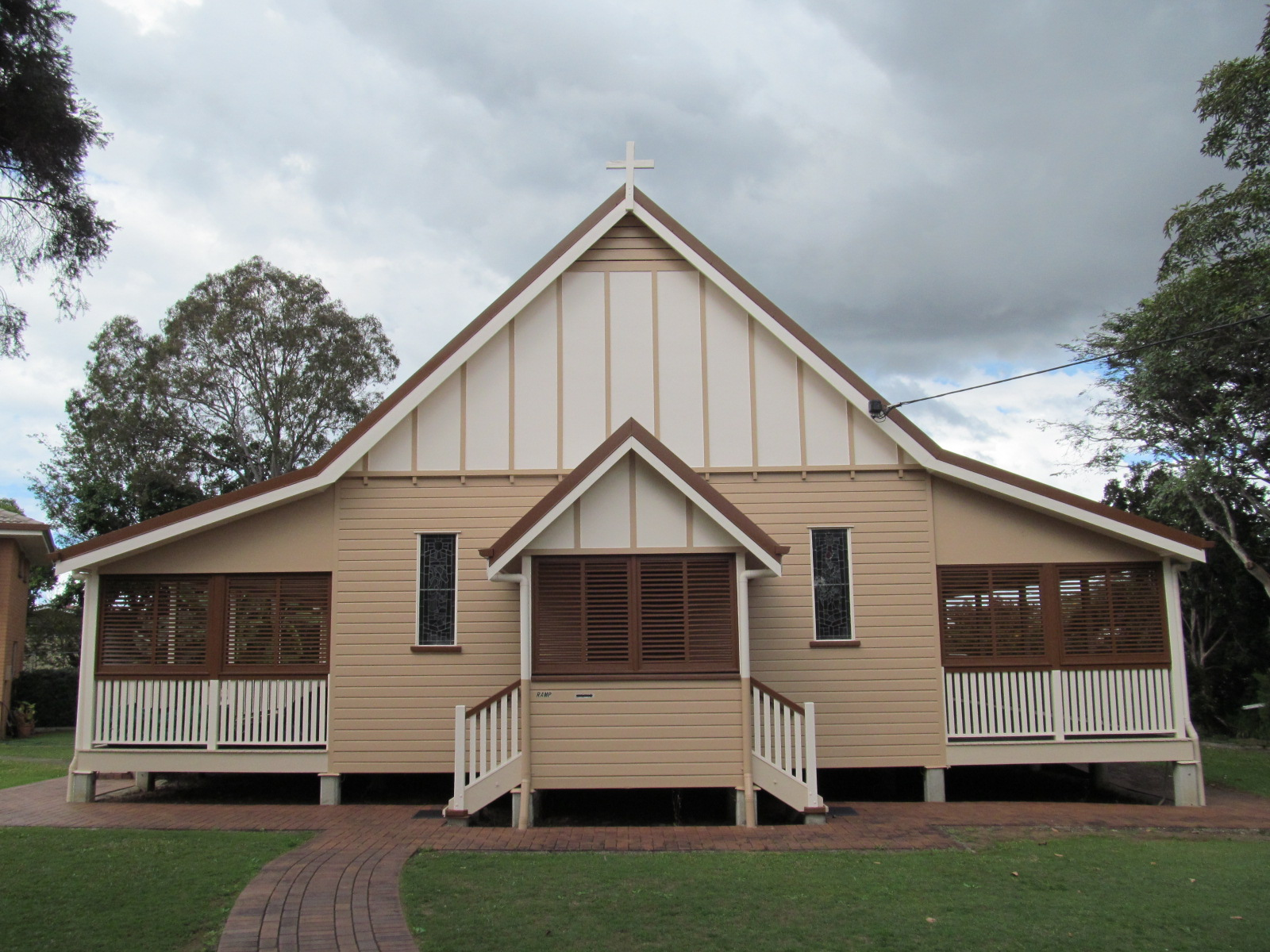
Anglikanische Kirche St. Oswald's

Banyo liegt nördlich des Stadtzentrums von Brisbane. Aufgrund der Nähe zum Flughafen Brisbane und dem nahegelegenen Hafen von Brisbane hat Banyo in den letzten Jahren zahlreich Gewerbe und Industrien angezogen.
Nach dem Zensus von 2021 wohnten hier 6.105 Menschen.

## Geschichte
Das heutige Gemeindegebiet gehörte vor der europäischen Besiedlung zum Gebiet der Turrbal-Aborigines. Auf dem Gemeindegebiet ist ein Bora Ring erhalten.
Am Ende des 19. Jahrhunderts trug die Siedlung, die sich um den gleichnamigen Bahnhof entwickelte, die Bezeichnung Clapham Junction in der Erwartung, dass hier eine weitere Bahnstrecke die zuerst gebaute kreuzen werde. Nachdem die Planung aber geändert wurde und die Trasse der zweiten Strecke anders verlief, erhielt der Ort 1897 die Bezeichnung Banyo, ein Wort aus einer Aborigine-Sprache, das einen Hügel oder Bergrücken bezeichnet. Der Hügel existiert nicht mehr, da er während des Zweiten Weltkriegs für den Bau eines Flughafens abgetragen wurde.

## Religion

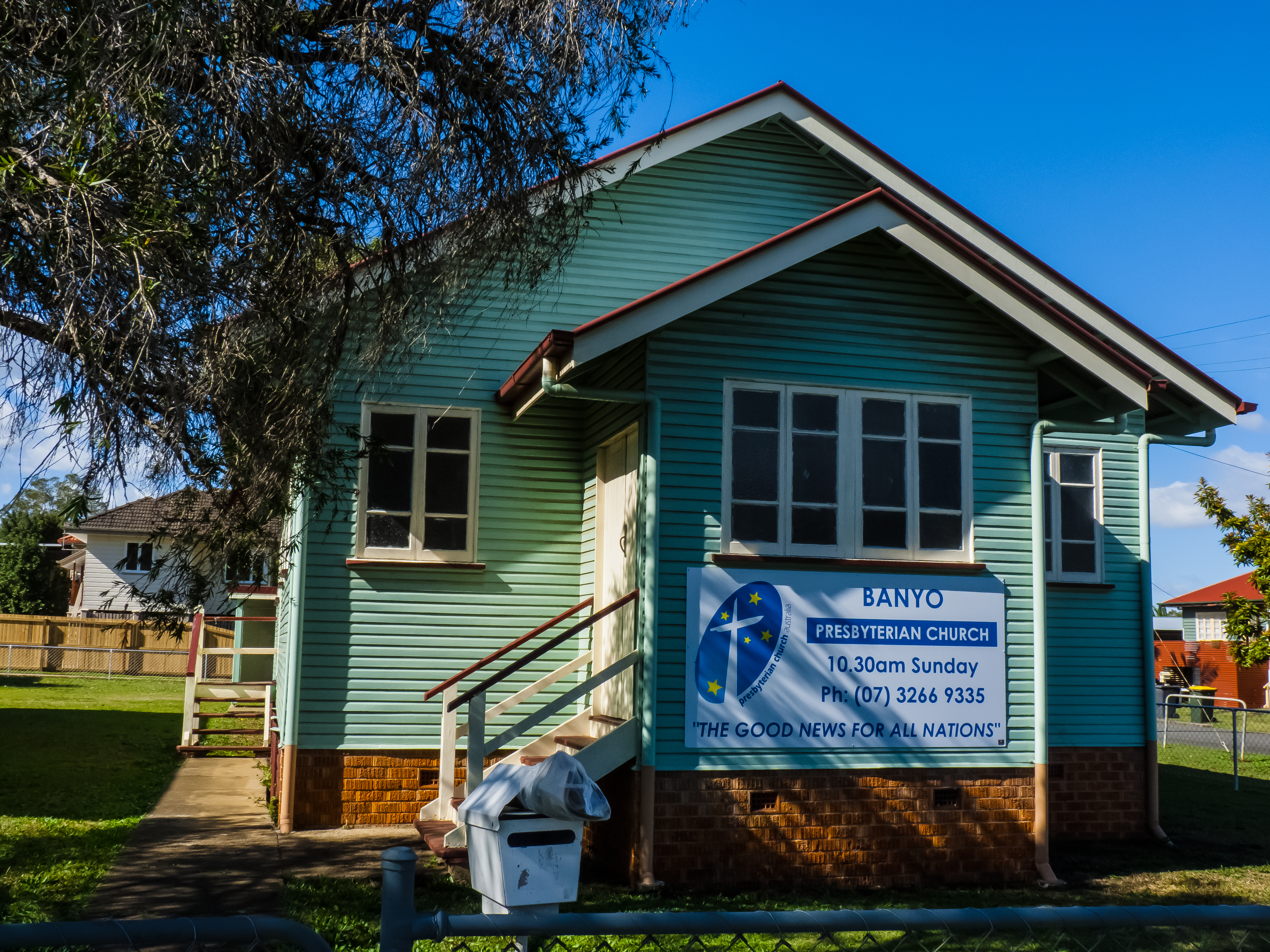
Presbyterianische Kirche

1918 erwarb die örtliche Gemeinde der Anglican Church of Australia ein Grundstück, auf dem sie die Kirche St. Oswald's errichtete, die am 17. Februar 1929 eingeweiht wurde. Es handelt sich um ein Holzgebäude. Der zugehörige Gemeindesaal kam 1946 hinzu.
Der römisch-katholischen Gemeinde dient die Holy Trinity Catholic Church. Sie stammt von 1977 und entstand, nachdem der Vorgängerbau ein Jahr zuvor durch einen Brand zerstört worden war.
Die Banyo Baptist Church ging aus Gottesdiensten hervor, die zunächst ab März 1925 in der Banyo School of Arts abgehalten wurden. Die Banyo Baptist Church wurde 1930 eröffnet.
Die Kenani Community Church dient der Uniting Church in Australia und unterstützt multikulturelle Gemeinschaften, die entweder in ihrer eigenen Sprache oder mit anderen zusammen Gottesdienst feiern. Kenani ist das Wort in Rotuman für Kanaan.
Die Banyo Presbyterian Church gehört zur Presbyterian Church of Queensland.

## Kultur
Die Banyo Library wurde 1981 eröffnet. Heute wird die Bibliothek vom Brisbane City Council als öffentliche Bibliothek unterhalten.

Banyo ist der Wohnort der Kunstfigur Napoleon Bonaparte, „Bony“, und seiner Familie, die der Autor Arthur W. Upfield geschaffen hat und den er in zahlreichen Kriminalromanen ermitteln lässt. 

## Verkehr

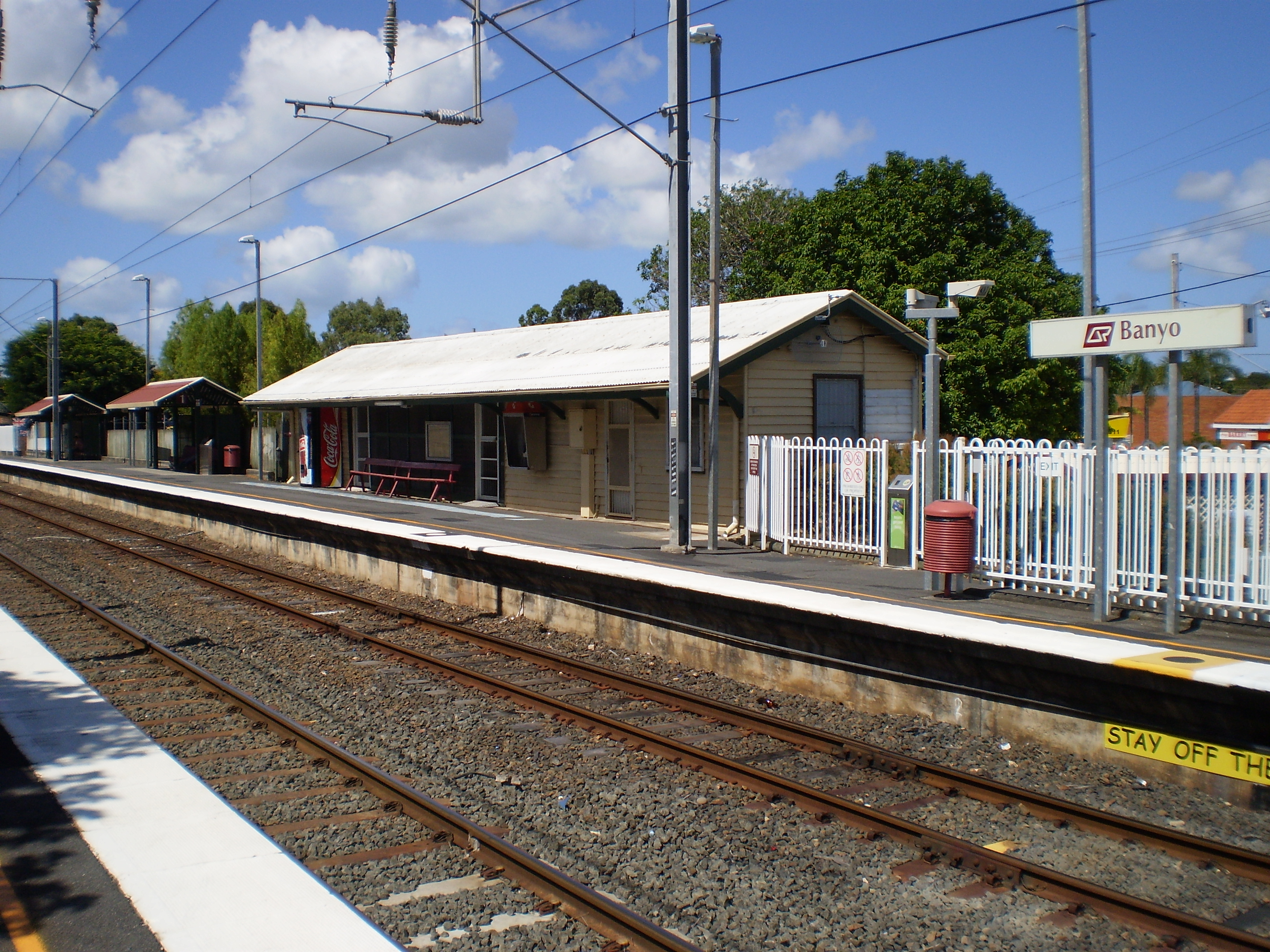
Haltepunkt Banyo

Der Haltepunkt Banyo liegt an der Bahnstrecke Brisbane-Shorncliffe der Queensland Rail Transit Authority (QRTA) und verbindet im Vorortverkehr Banyo mit dem Hauptbahnhof von Brisbane, Roma Street. Der Haltepunkt wird 2024 saniert.

## Bildung
Die Nudgee State School wurde 1875 eröffnet und erhielt 1924 ein neues Gebäude. Die Banyo State High School wurde 1954 eröffnet. Beide Schulen wurden zum 1. Januar 2003 zum Earnshaw State College zusammengeschlossen. Dieses College ist eine staatliche Grund- und Oberschule.
Der McAuley Campus (Brisbane) der Australian Catholic University entstand auf dem Gelände des ehemaligen Priesterseminars Pius XII. Dazu gehört auch das St Paul's Theological College.
1925, wurde die Banyo Memorial School of Arts durch den Gouverneur von Queensland, Matthew Nathan, eröffnet.